# Іваново (Шуменська область)
Іва́ново (болг. Иваново) — село в Шуменській області Болгарії. Входить до складу общини Вирбиця.

## Населення
За даними перепису населення 2011 року у селі проживали 489 осіб.
Національний склад населення села:
| Національність   | Кількість осіб | Відсоток |
| ---------------- | -------------- | -------- |
| турки            | 225            | 47,2%    |
| болгари          | 133            | 27,9%    |
| цигани           | 117            | 24,5%    |
| Всього відповіли | 477            |          |

Розподіл населення за віком у 2011 році:
Динаміка населення: